# Avocado toast (singolo)
Avocado toast è un singolo della cantante italiana Annalisa, pubblicato il 4 giugno 2019.

## Descrizione
Il brano, scritto da Annalisa stessa insieme a Danti dei Two Fingerz e al produttore Michele Canova Iorfida, è nato a Los Angeles come esperimento durante le fasi di registrazione del settimo album della cantante (dal quale è stato tuttavia scartato):
Musicalmente, Avocado toast è caratterizzato da una struttura pop e una base musicale trap, genere mai affrontato in passato dall'artista. La stessa lo ha definito «astratto, a volte impressionista. È una canzone surreale e un po' folle ma anche sensuale, calda e divertente, estiva nel senso più rilassato che si possa intendere».
La canzone è stata presentata per la prima volta dal vivo all'Arena di Verona in occasione dei SEAT Music Awards.

## Video musicale
Il videoclip, diretto da Nicola Corradino per YouNuts!, è stato pubblicato il 12 giugno 2019 sul canale YouTube della Warner Music Italy e ha come protagonista la cantante cantare il brano in una stanza accompagnata da un cane e da alcune ballerine.

## Tracce
Download digitale
1. Avocado toast – 2:23

Download digitale – versione acustica
1. Avocado toast (Acoustic Version) – 2:47